# Taze Kand-e Hadżdż Hasan
Taze Kand-e Hadżdż Hasan – wieś w Iranie, w ostanie Azerbejdżan Zachodni, w szahrestanie Mijandoab. W 2006 roku liczyła 99 mieszkańców.